# كيفن كامينز
كيفن كامينز (بالإنجليزية: Kevin Cummins)‏ هو لاعب قذف أيرلندي، ولد في 1946.